# Only Want You
Only Want You è un brano musicale della cantante britannica Rita Ora, sesta traccia del suo secondo album Phoenix. Un remix del brano con la partecipazione del rapper 6lack è stato pubblicato il 1º marzo 2019 come quinto singolo estratto.
Il brano è stato scritto da Emily Warren, Alexandra Tamposi, Andrew Wotman, Carl Rosen e Louis Bell, e prodotto da quest'ultimo con Andrew Watt.

## Tracce
Download digitale
1. Only Want You (feat. 6lack) – 3:12

## Classifiche
| Classifica (2019) | Posizione massima |
| ----------------- | ----------------- |
| Croazia           | 52                |
| Irlanda           | 59                |
| Lituania          | 69                |
| Regno Unito       | 60                |
| Ucraina           | 29                |